# Stanislav Markelov

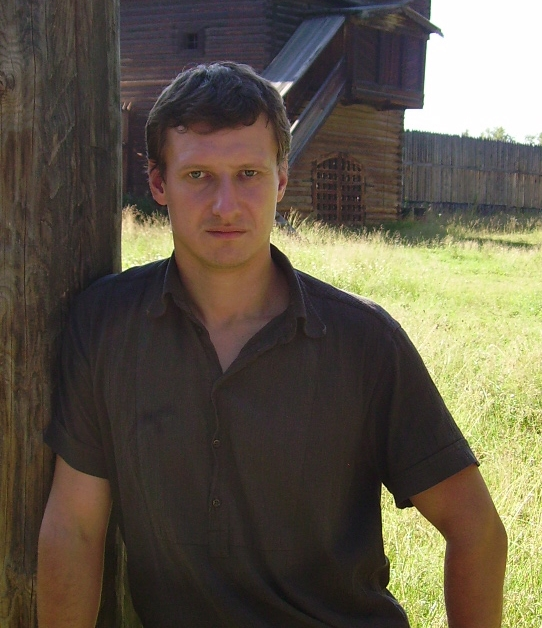
Stanislaw Markelow (augustus 2008)

Stanislav Joerjevitsj Markelov (Russisch: Станислав Юрьевич Маркелов) (Moskou, 20 mei 1974 – aldaar, 19 januari 2009) was een Russische mensenrechtenadvocaat en journalist. Als journalist deed hij onderzoek over Tsjetsjenië. Hij werd doodgeschoten toen hij een persconferentie in Moskou verliet. Markelov was de advocaat van de familie van Elza Kungaeva, de jonge Tsjetsjeense vrouw die door de Russische kolonel Joeri Boedanov gedood was. Deze was half januari 2009 vrijgekomen, 15 maanden vroeger dan gepland.
Markelov was voorzitter van het Russische Instituut voor Rechtsregels. Hij had de slachtoffers geholpen die waren geslagen, gefolterd en verkracht door de Russische "bijzondere politiemacht" in Blagovesjtsjensk (Basjkortostan). Een van zijn cliënten was Anna Politkovskaja. Een andere journaliste van de Novaja Gazeta Anastasia Baboerova, die Markelov te hulp kwam, werd eveneens doodgeschoten.
Volgens de BBC was een mogelijk moordmotief het feit dat Markelov van plan was om in beroep te gaan tegen de vervroegde vrijlating van Boedanov. Boedanov, die veroordeeld was tot 10 jaar, werd vervroegd vrijgelaten omdat hij "spijt" had betoond.

## Zijn artikelen
- Stanislav Markelov Het Russisch Filtratiesysteem